# Barbering
Ved barbering skrabes eller skæres hår af.

## Vådbarbering
Barberkosten skal ligge i et lille skål med varmt vand. Der hældes lidt vand over barbersæben i en anden skål. Når kosten er blød, får den et klem så vandet løber fra. Kosten rystes for at få det sidste vand væk. Kostens skål tømmes. Vandet på barbersæben hældes over i kostens skål. Kosten køres rundt på barbersæben til hårene klumper sammen. Så køres rundt i skålens vand og der tilføjes vand. Når skummet er fed og cremet, påføres det huden.
Håret skrabes af med en barberskraber eller en barberkniv.
Efter barberingen skylles barberkosten grundigt ren for sæberester. Kosten rystes over vasken og hænges til tørre.

## Mænd og kvinder
Mange mænd barberer sig hver morgen, mens mange kvinder fjerner hår fra benene med længere interval.
Mange mænd og kvinder intimbarberer også kønsbehåringen regelmæssigt.